# 玉野市立玉野海洋博物館
玉野市立玉野海洋博物館（たまのしりつたまのかいようはくぶつかん、Tamano Marine Museum）は、岡山県玉野市渋川にある玉野市立の海洋博物館である。愛称は渋川マリン水族館（しぶかわマリンすいぞくかん）。

## 概要
当博物館は水族館と陳列館の2つのパートから構成されている。水族館ではウミガメやオタリアなど海獣類や、イカナゴやサッパをはじめとした魚類など約180種2000点を飼育展示している。また、陳列館では貝類の標本や魚類のはく製、船舶模型などが展示されている。屋外には1953年（昭和28年）に昭和天皇と香淳皇后が行幸したのを記念して建てられた、灯台の模型がある。
近くには、渋川海岸、岡山県立渋川青年の家、おもちゃ王国、ダイヤモンド瀬戸内マリンホテルなどがある。
2019年3月、岡山住みます芸人の江西あきよしにPR大使を委嘱。
2019年6月、佐久間一行を特任ディレクターに任命した。

## 利用案内
以下の情報は2019年3月現在のものである。利用時には公式ホームページを参照されたい。
営業時間・休業日
- 9:00～17:00 （入館は16:30まで）
- 海水浴場開場期間 8:30～17:30（入館は17:00まで）
- 毎週水曜日（ただし水曜日が祝日のときは木曜日が休館日、春休み・ゴールデンウィーク・7月・8月は無休）・12月29日～31日

入館料
- 大人：500円（15歳以上、ただし15歳の中学生は含まない）
- 小人：250円（5歳以上、15歳未満、ただし15歳の中学生を含む）
- 5歳未満と玉野市シルバーカード所有者：無料
- 一般団体
  - 30人以上：1割引
  - 100人以上：2割引
  - 300人以上：3割引

年間パスポート
- 大人：1,200円
- 小人：600円
- ペア：1,600円（大人・小人各1人）

- 障害者等割引（ただし障害者手帳（1級～4級）、療育手帳、特定疾患医療受給者証、精神障害者保険福祉手帳のいずれかを所持する者とその介護者1名に限る）：大人半額、小人無料

## 周辺
- 渋川海水浴場
- ダイヤモンド瀬戸内マリンホテル
- 国道430号

## 交通アクセス
- JR岡山駅・天満屋バスステーションからJR宇野駅経由で玉野渋川特急バス（30分間隔で運行）
- JR宇野線宇野駅より路線バス30分、渋川荘行きもしくはJR児島駅行きで「渋川」バス停下車、徒歩5分
- JR本四備讃線（瀬戸大橋線）児島駅より路線バス40分、JR宇野駅行きで「渋川」バス停下車（便数は少ない）
- 宇高国道フェリー桟橋より徒歩5分、国道30号の「旭橋通り」バス停より渋川荘行き30分
- 四国フェリー桟橋より徒歩3分、JR宇野駅前バスターミナルより路線バス30分